# Agrias imitata
Agrias imitata är en fjärilsart som beskrevs av Peter William Michael 1929. Agrias imitata ingår i släktet Agrias och familjen praktfjärilar. Inga underarter finns listade i Catalogue of Life.